# Гильом Савойский
Гильом (Вильгельм) Савойский (фр. Guillaume de Savoie, нем. Wilhelm von Savoyen, англ. William of Savoy; около 1201 — 1 ноября 1239) — савойский аристократ, избранный епископ Валанса с 1224 года, избранный епископ Льежа с 1238 года, один из сыновей Томаса I, графа Савойи и Морьенна, и Маргариты Женевской. Гильом всячески стремился увеличить влияние своей многочисленной родни. Он сыграл важную роль в заключении брака своей племянницы, Элеоноры Прованской, с английским королём Генрихом III, после чего стал советником последнего.

## Происхождение
Гильом происходил из Савойского дома, известного с XI века. Его представители были вассалами императоров Священной Римской империи. В начале XIII века под контролем графа Томаса I, отца Гильома, находились владения к северу и западу от Альп, включавшие графства Савойя, Морьенн и Шабле, а также многочисленные разрозненные владения в верхней части долины Изера, вокруг берегов Женевского озера и в регионе Вьенуа-Лион. Имели он владения и по другую сторону Альп, где носил титулы графа Аосты и маркиза Сузы, основной опорой его власти там были важные плацдармы в Канавезе и на равнине реки По.
Томас был женат на Маргарите, дочери женевского графа Вильгельма I. В этом браке родилось минимум 8 сыновей и 2 дочери.

## Ранняя биография
Точный год рождения Гильома неизвестен. Возможно, он родился около 1201 года. По старшинству Гильом был, вероятно, четвёртым из восьми сыновей. Хотя общая площадь владений его отца была значительной, для большой семьи их было недостаточно: дробление земель поставило бы крест на амбициозной идее создание единого трансальпийского государства. Решением проблемы было отдать всех сыновей, кроме двух или трёх старших, служению церкви. Вероятно, что их готовили к этому с раннего детства. При этом по своему темпераменту младшие дети Томаса I скорее походили на отца. Хронист Матвей Парижский, который, возможно, лично видел пятерых младших сыновей савойского графа, отмечал атлетичность их фигуры и огонь мирских амбиций в глазах. Как отмечает историк Юджин Кокс, их поступки также убедительно свидетельствуют о том, что младшие савойяры скорее хотели надеть доспехи и отправиться на войну вместе со старшими братьями, участвовать в турнирах и добиваться внимания дам, чем служить церкви.
Был выбран для служения церкви и Гильом. Для своих сыновей Томас I добился различных бенефиций. Согласно письму, которое папский легат Пандульф в 1220 году отправил Хьюберту де Бургу, граф просил английского короля Генриха III «обеспечить» сына и тот согласился предоставить первый бенефиций. Кокс считает, что этим сыном был Гильом, поскольку есть документальные свидетельства, что в этот период он был избран деканом Вьенского капитула и исполнял обязанности прокуратора Валансской епархии. 

## Епископ Валанса
В 1224 году Гильом был избран епископом Валанса. При этом он сохранил и должность декана Вьенского капитула, и английские бенефиции.
Хотя Матвей Парижский негативно относился к Гильому Савойскому, по мнению Ю. Кокса, оценку ему нужно давать не только на основании влияния епископа на английскую политику, а исходя из более широкого анализа его деятельности. Гильом обладал очень хорошей репутацией. Хотя назначению деканом он обязан влиянию отца, избрание епископом «всего с одним голосом против» было всецело его личной заслугой, поскольку он до этого уже имел опыт работы в епархии прокуратором. Кроме того, его кандидатуру рекомендовал бывший епископ Жерольд Лозанский, ставший патриархом Иерусалимским, а папа римский Гонорий III отправил поздравительное письмо в капитул. Эти факт, по мнению историка, свидетельствуют, что способности молодого савойяра получили высокую оценку.
Епархия Гильома располагалась на территории бывшего Арелатского королевства — богатого, но необычайно политически раздробленного региона. Благодаря политике императоров Священной Римской империи, направленной на разделение власти, большинство епископов региона обладали светской властью столь же обширной, что и крупные светские феодалы. При этом ситуация в регионе была сложной как из-за Альбигойского крестового похода, который продолжался к западе от Арелата, так и из-за набирающих мощь королей Франции из династии Капетингов, прямое и косвенное влияние которых увеличивалось. 
К исполнению обязанностей епископа Гильом приступил в 1225 году и сразу же столкнулся с рядом трудностей. Большое влияние здесь имел свирепый и предприимчивый Эмар II де Пуатье, граф Валентинуа, который стремился создать компактное территориальное владение на землях Валансской епархии, что было сделать только через захват епископских земель и городов. Это соперничество усложнялось тем, что мелкие сеньоры искали спасение от агрессии более крупных, передавая свои владения под церковный сюзеренитет. В результате уже первые годы епископской карьеры стали для Гильома Савойского боевым крещением.
В этот период Эмар II пытался захватить город Кре, который располагался на границе епархии Ди и господствовал над долиной реки Дром. Из двух замков в городе нижний, располагавшийся у реки, уже владел граф Валентинуа, но располагавшимся высоко на хребте донжон принадлежал Сильвиону де Кре, который делал всё, чтобы не допустить его попадания в руки могущественного соседа. Гильом быстро понял, что такое стратегически важное укрепление, как Крест, не должно попасть в руки Эмара II, поэтому приложил усилия к тому, чтобы убедить его владельца продать права на владение Крестом, Аустом и Диважё Валансской церкви. Доводы молодого епископа оказались настолько убедительные, что Сильвион решил ещё и принять священный сан. В итоге он стал деканом Валансского капитула.
Покупка Креста привела к войне с Эмаром II, однако Гильом оказался достойным соперником. Ю. Кокс считает, что епископа поддержали его савойские родственники. Как минимум первым шагом стало назначение им своего брата Томаса на должность прево своей церкви. Война продолжалась до 1227 года; из мирного договора видно, что тюрьмы епископа были заполнены вассалами графа Валентинуа, из чего Кокс сделал вывод, что он был более чем способен выстоять в войне. Помог Гильому и кризис, который случился в семье Эмара II: во время войны умер сын графа, Гильом. При этом опека над его малолетним наследником, будущим графом Эмаром III, была завещана не деду, а матери, Флотте де Руайан, и двум баронам. В итоге между Эмаром II и его невесткой завязалась борьба за опеку над ребёнком, во время которой Флотта и её советники обратились к епископу за защитой. Гильом согласился помочь, в обмен потребовав сюзеренитета над замками Упи и Монтуазон, а также выплаты 45 тысяч солидов.
В этот момент жители Валанса решили воспользоваться тем, что епископ занят борьбой с графом Валентинуа, и попытались обеспечить себе право голоса в ведении муниципальных дел. Для этого они сформировали тайное общество, потребовав, чтобы все епископские чиновники присоединились к нему, дав при этом клятву действовать сообща. Таким образом горожане надеялись заставить епископа пойти на уступки. Те же жители, которые отказались присоединиться к обществу, были изгнаны из Валанса, а дома некоторых были разрушены. Гильом, который, как и большинство феодалов того времени, был недоволен посягательством на свои светские права, быстро отреагировал: он наложил на город интердикт, отлучил его жителей от церкви и собрал армию. Поскольку епископ уже продемонстрировал во время войны с Эмаром II свои воинские качества, испугались и попытались договориться. Ю. Кокс считает, что на жителей мог повлиять и Альбигойский крестовый поход, во время которого крестоносцы, которыми командовал Симон IV де Монфор, в отместку за поддержку Эмаром II графа Тулузского в 1218 году осадил и захватил город Крест. С учётом того, что в 1230-е годы в Валансской епархии согласно мемуарам доминиканского проповедника Этьена де Бурбона хватало еретиков, жители справедливо могли опасаться, что епископ не будет делать разницы между религиозными и политическими восстаниями. В сентябре 1229 года в Турноне был составлен предварительный договор, окончательно соглашение было заключено 23 октября. Согласно его условиям жители соглашались снести зал, в котором они планировали разместить своё правительство, воздерживаться от проведения публичных собраний, не оповестив о них епископа, передать ему городские печати и выплатить штраф размером в 6 тысяч марок, который Гильом в следующем году уменьшил до 6 тысяч вьеннских солидов.

## Ключевая фигура семьи
В 1233 году умер граф Томас I, что вызвало кризис в семейных отношениях Савойского дома, поскольку в нём не существовало чёткого престолонаследия. Предыдущие 150 лет отцу наследовал единственный наследник. При этом повсеместно существовал принцип равного раздела, который приводил к дроблению владений. После смерти отца старшие братья не были настроены соблюдать пожелания отца относительно их будущего. Споры о наследстве между братьями продолжались до 1235 года. Как отмечает Ю. Кокс, именно тогда была заложена идея «братского единства целей». Ключевую роль в разрешении семейного кризиса сыграл именно Гильом, который к тому времени уже долго управлял Валансской епархией; его действия отрыли членам семьи путь к славе и богатству за пределами родовых владений.